# Ribeirão do Itororó
O Ribeirão do Itororó é um córrego da cidade de São Paulo, no Brasil. Era conhecido como Riacho da Limpeza, por passar em frente ao antigo matadouro e a uma cadeia, dos quais recebia suas águas usadas. Sua nascente fica na parte dos taludes à direita da Avenida 23 de Maio, nas proximidades do Hospital Beneficência Portuguesa de São Paulo, de onde ele corre canalizado, beirando a mesma avenida, até desaguar no Ribeirão Anhangabaú. O matadouro existente nas margens do rio existiu de 1856 até 1887, quando foi transferido para novas instalações localizadas na Vila Mariana, local onde, posteriormente, se instalou a Cinemateca Brasileira.

## Etimologia
"Itororó" deriva do tupi antigo 'ytororoma, que significa "jorro d'água" ('y, água e tororoma, jorro).